# Membrane nucléaire

L'enveloppe nucléaire, ou membrane nucléaire, est une double membrane biologique délimitant les contours du noyau qui contient l'ADN de la cellule eucaryote.
Elle est pourvue de nombreux pores permettant le contrôle des échanges entre le cytoplasme et le nucléoplasme, en particulier les ARN messagers. 

Cette membrane est constituée par une double bicouche phospholipidique
1. Une bicouche externe en continuité avec les membranes du réticulum endoplasmique. Elle est considérée comme une forme différenciée de ce dernier.
2. Une bicouche interne tapissée à l'intérieur du nucléoplasme par la lamina.

Ces deux membranes délimitent un espace appelé espace péri-nucléaire (environ 30nm) qui est en continuité avec la lumière du réticulum endoplasmique.
Cette membrane est percée de trous appelés pores nucléaires, ayant un diamètre d'environ 100 nm, ce qui laisse passer sans difficulté les ARNm ainsi que des protéines jusqu'à un poids de 60 kDa. Ces pores ont une structure complexe, contenant une trentaine de protéines de régulation des mouvements ; le pore et ses protéines associées sont appelés complexe nucléo-protéique. Ces protéines interviennent, entre autres, dans le transport des protéines de large poids moléculaire, en général depuis le cytoplasme, où la biosynthèse des protéines a lieu, vers le noyau.

## Cycle de la membrane nucléaire
La membrane nucléaire disparaît lors de la mitose pour permettre la migrations des chromosomes et leur répartition entre les deux cellules filles. À la fin de la mitose, l'enveloppe nucléaire se reforme dans chacune des cellules.
Lors de la prométaphase, les lamines A et C (situé sur la face interne de la membrane nucléaire) sont phosphorylés. La phosphorylations des lamines les rend instables du fait des répulsion entre les phosphates, ce qui provoque leur destructuration. Les lamines phosphorylées se retrouvent alors en suspension dans le cytosol. La membrane nucléaire est quant à elle disloquée en petit saccule en suspension dans le cytoplasme.
Lors de la télophase, des saccules issues du réticulum endoplasmique viennent au contact de la chromatine en cours de décondensation, puis fusionnent entre eux pour reformer la membrane nucléaire. Les lamines sont aussi déphosphorylé et reprennent leur position initiale.
Ce cycle illustre bien le fait que l'espace périnucléaire soit en continuité avec la lumière du réticulum endoplasmique.